# 3D Realms

3D Realms的標誌

3D Realms是一家游戏软件制造商，在美国得克萨斯州。

## 历史
公司是1994年7月从Apogee Software公司划分出的独立开发部门，该部门的主要开发方向就是，开发最优秀的3D动作游戏。该部门所开发的作品《毁灭公爵3D》十分成功，与《毁灭战士》享有着同样的地位，也是一部有着里程碑意义的作品。Apogee Software公司名稱從1996年起更名為3D Realms。在1997年《毁灭公爵3D》获得成功之后公司决定开发其续作《永远的毁灭公爵》，他们说这将是世界上最伟大的游戏。在漫長的開發期间公司曾2次决定更换游戏引擎。公司发言人把发行日期一再延后，几乎成了历史上跳票时间最长的游戏。让拥护者們大失所望，甚至有些人开始怀疑是不是到了该把这部游戏忘掉的时候了。在2009年5月，因为经营不善，3D Realms宣布停止開發業務並將出售公司。不過《永遠的毀滅公爵》最後仍在2011年發行。
2014年3月，3D Realms被丹麥控股公司SDN Invest收購，該公司是Interceptor Entertainment的部分擁有者，並於當年晚些時候重新推出，成為總部位於丹麥的3D Realms Entertainment ApS。此後，3D Realms Entertainment一直擔任遊戲發行商。Apogee Software創辦人兼3D Realms負責人斯科特·米勒一直擔任該公司的顧問，直到2021年，米勒和他的大學朋友，Apogee Software LLC（2008年因獲得了“Apogee Software”名稱和商標的權利而創立的公司）負責人兼創辦人特里·納吉（Terry Nagy）收購了Apogee品牌，並將Apogee Software LLC重新命名為獨立遊戲發行商「Apogee娛樂」，米勒負責其發行業務。同年8月，3D Realms Entertainment被瑞典控股公司擁抱者集團旗下的美國子公司Saber Interactive收購，後者已經於2024年3月從擁抱者集團脫離。

## 主要作品
- 毁灭公爵3D1996年
- 影武者（Shadow Warrior）1997年
- 马克思·佩恩2001年
- 马克思·佩恩2：马克思·佩恩的堕落2003年